# 分類体系
分類体系（ぶんるいたいけい）では、諸学問における分類の実践と分類体系および一般化された分類学について述べる。「分類」に相当する英語には「タクソノミー（taxonomy）」と「クラシフィケーション（classification）」があるが、ここでは前に相当するもののうち、生物分類学に限定されない意味のものを扱う。タクソノミーの語源は、ギリシア語の τάξις：taxis（'秩序'や'整理'の意）と νόμος：nomos（'法'や'科学'の意）に由来し、分類の結果生じるグループを分類群またはタクソン（taxon）と呼ぶ。
「タクソノミー」は元々は生物学の分類学を前提として使われる語であるが、後に他の分野でも、もの又は概念の分類体系、あるいはその分類が基づく原理を指すようになった。

## 概要
分類体系は基本的に、多数の要素を階層構造に整理したもので、汎化－特化関係、基本型－派生型関係によって組織化されているといえる。ここでの派生型は、基本型に含まれながらも、固有性も備えなければならない。例えば自動車は乗り物の派生型であるが、全ての乗り物が自動車であるわけではなく、ある乗り物が自動車としての固有性をもって初めて自動車とみなされる。他の例では、シャツは衣類の一つであるが、衣類の中にはシャツではないものがあり、「シャツ」に分類されるのは衣類の基本形に属しながら、シャツ固有のものを備えているものに限定される。

## 応用
分類体系は階層構造とするのが一般的だが、2つ以上の分類体系に由来するネットワーク構造を認めることもある。例えば、「自動車」に対し、基本型を「乗物」に限定せず、2つ目の基本型として「鉄製品」とすることができる。逆に、単純な分類体系として、要素をグループに分ける、あるいはアルファベット順に並べる程度のものも認める場合もある。情報学の観点では、タクソノミーとしての分類体系はオントロジーの狭い領域に相当する。
数学的には、階層的な分類体系は木構造と言うことができる。ここでは最小の要素は葉ノードと呼ばれ、全ての葉ノードは根となるノードに繋がっている。根となるノードは子ノードを持ち、その子ノードの下方を辿って行くと葉ノードに行き当たる。この流れは一般から特殊への流れに相当する。逆に法律においては、法の持つ「開かれた構造」によって、思考は特殊から一般へ向かう。

## 文化依存性
時に、人間は世界に関する知識を自然に組織化する（＝タクソノミーを構築する）とされる。この見方はしばしばイマヌエル・カントの認識論に基づくが、この意味でのタクソノミーは、実際には万人に共通したものというよりも、地域的な文化と社会制度に組み込まれた民俗分類であることが人類学者によって観察されている。民俗分類の研究においてもっとも有名かつ影響力のあるものの一つに、エミール・デュルケームの『宗教生活の原初形態』があり、近年ではスコット・アトランの『博物学の認知的基礎』が文化に基づくタクソノミーとその科学的分類体系との関係を論じている。

## 非科学的分類体系

### 民俗分類学
エミール・デュルケームやクロード・レヴィ＝ストロースは、現代科学以外の場面で人類が培ってきた生物の分類体系を調べている。これは民俗分類と呼ばれ、進化的な関係よりも形態や生態に根ざしたものである。かつて科学的に行われた表形分類学も、表面的な形態的類似性を過大評価する傾向があったが、あくまでも進化における系統関係を推定する方法として行われた点で異なるものである。
民俗分類は英語では「フォーク・タクソノミー（folk taxonomy）」であるが、これに対する侮蔑表現としてフォーソノミー（fauxonomy）があり、混同しないよう注意を要する。「faux」は「偽」を表すフランス語のことであり、民俗分類が科学的でないことに対し「偽物である」と非難する表現になる。
民俗分類以外にも、集団ごとに異なる分類体系が見られることは往々にしてあり、例えば材木業界の１企業内で木材を「タイプＡ」「タイプＢ」「タイプＣ」・・・としていれば、これは非科学的ではあるが分類体系を持っていることになる。

## 軍事
軍事理論家カール・フォン・クラウゼヴィッツは、どんな状況に関しても『一瞬のまばたき』で基本を把握することが重要であると強調している。優秀な戦術家は瞬時に広範な情報を掴み、合理的かつ適切な行動を考えることができる。クラウゼヴィッツの『まばたき』は、ある議論領域内の概念のセットを組織化することであるとも言える。
軍事における分類体系は、兵器、装備、組織、戦略、戦術といった領域をカバーする。こうした分類体系の利用は、目録作成や記録方法といった面だけでなく、例えば武力行使と政治との関係を考える上でも用いられる。
軍事作戦や武力行使に関する分類は、一般的によくある認識枠組みと同様である。平和維持、災害支援、テロ対策といった目的に基づいた分類がある一方で、作戦の主体や対象が何者かに基づく分類も可能である。

## 経済
製品、会社、産業といった経済的活動に対しても分類体系が用いられる。
広く使われる日本標準産業分類には、国際標準産業分類といった国際的なものや、米国産業標準分類 (SIC)、北米産業分類システム (NAICS)、経済活動の英国標準産業分類、ロシア経済活動分類システム (OKVED) といった国家・地域によるもの、産業分類ベンチマークやグローバル産業分類標準のようなその他の団体によるものがある。国家や地域の公的な分類は公的な統計で用いられる一方、金融サービス業界ではその他の団体による投資ファンドや株価指数の分類が用いられる。
キース・パビットの分類体系では、イノベーションがどこからもたらされるかによって企業が分類されている。

## 安全性
分類は安全科学においても大変重要である。例えば、ヒューマンエラーやその他の事故を分類・分析するために様々な体系が存在する。こうした体系には、ジェームズ・T・リーゾンが提唱するスイス・チーズ・モデルに基づくヒューマン・ファクター分析技法であるHFACS 、認知的分析モデルであるCREAM（Cognitive Reliability Error Analysis Method) の他、イギリスの鉄道業界におけるCIRAS（英語）（事故匿名報告および分析システム）の体系がある。

## 関連文献
- Clausewitz, Carl (1982). Anatol Rapoport. ed (英語). On War. New York: ペンギン・グループ. ISBN 978-0-140-44427-8 抄約版
- Keller, Marcello Sorce (1984) (英語). The Problem of Classification in Folksong Research: a Short History. 95. 100-104. OCLC 883840569
- Malone, Joseph L (1988) (英語). The Science of Linguistics in the Art of Translation: Some Tools from Linguistics for the Analysis and Practice of Translation. オールバニ : ニューヨーク州立大学出版局. ISBN 978-0-887-06653-5. OCLC 15856738 抄約版
- Atran, S. (1993) (英語). Cognitive Foundations of Natural History: Towards an Anthropology of Science. Cambridge: ケンブリッジ大学出版. ISBN 9780521438711
- Carbonell, J. G. (2005). Siekmann, J.. ed (英語). Computational Logic in Multi-Agent Systems. Lecture notes in computer science. 3487. ベルリン: シュプリンガー. ISBN 978-3-540-28060-6. OCLC 61181413 - CLIMA V—第5回国際ワークショップ予稿集 (リスボン、2004年9月29日–30日) 抄約版
- Rowe, Chester D; Davis, Stephen M (2012) (英語). The Excellence Engine Tool Kit. ロンドン: Excellence Engine. ISBN 978-0-615-24850-9